# Györgyi Lajos
Györgyi Lajos (Orosháza, 1908. május 5. – Budakalász, 1981. október 19.) magyar állattenyésztő, politikus, országgyűlési képviselő.

## Élete
Evangélikus gazdálkodó családban született, Györgyi Lajos és  Kovács Katalin fiaként. Szülővárosában négy elemit és magánúton két polgári osztályt végzett, majd 12 évesen szülei gazdaságában kezdett dolgozni. 1930-ban katonai szolgálatát töltötte, majd 1931-től majd saját, illetve bérelt földeken gazdálkodott mintaszerű állattenyésztést folytatva. 1933-tól híres baromfitenyészetet és sertés- és szarvasmarha-törzstenyészetet létesített. Pulykáival az 1934-es budapesti nemzetközi baromfi-kiállításon első, tyúkjaival második helyezést ért el, illetve rendszeresen első helyezéseket szerzett országos mezőgazdasági kiállításokon. Gazdaságát többször traktor és cséplőgép vásárlásával korszerűsítette, bércséplést is vállalt. A Horthy-korszak egyik legismertebb gazdálkodójának számított.
1935-ben belépett a Független Kisgazda-, Földmunkás- és Polgári Pártba.1941-ben az Orosházi Gazdaifjak Egyesületének alelnöke, majd elnöke, 1942-ben pedig a Magyar Parasztszövetség tagja és járási körzetvezetője, valamint Pusztaföldvár községi elöljárója lett. 1944 decemberétől az FKGP pusztalföldvári szervezetének vezetője, az orosházi pártszervezet vezetőségi tagja és a községi képviselő-testület tagja. 1944 decemberében Orosháza delegáltja lett az Ideiglenes Nemzetgyűlésben. 1945 tavaszától a Békés vármegyei nemzeti bizottság tagja, majd az év augusztusától az FKGP országos intézőbizottságának tagja volt.
Az 1945-ös nemzetgyűlési választáson a Független Kisgazdapárt országos listájának 17. helyéről szerzett mandátumot. 1945-től 1946-ig a Baromfitenyésztők Országos Egyesületének, majd 1946 novemberében az Országos Kisállattenyésztési Tanácsnak lett elnöke. 1947-ben a Magyar Országos Szövetkezeti Központ felügyelőbizottságának tagja, a Külföldi Agrártanulmányi Bizottság, a Magyar Mezőgazdák Szövetkezete és a Magyar Mezőgazdasági Művelődési Társaság vezetőségi tagja, illetve a Dohánytermesztők Országos Szövetségének ügyvezető alelnöke, valamint a Magyar Parasztszövetkezet Elnöki Tanácsának tagja lett, emellett tagja volt az Országos Földművelésügyi Tanácsnak és az Országos Munkabér-megállapító Bizottságnak is. Az 1947-es országgyűlési választáson pótképviselővé választották.
1947 decemberében az FKGP mezőgazdasági bizottságának elnöke, 1948 júliusában pedig a párt Politikai Bizottságának tagja lett. 1948 őszétől pártja Békés vármegyei szervezetének elnöke volt. 1949 januárjában behívták az Országgyűlésbe, így rövid időre országgyűlési képviselő lett. Az 1949-es országgyűlési választásokat követően visszavonult, és folytatta a gazdálkodást, majd 1950 és 1956 között a Budapesti Sertéstenyésztő- és hizlaló Vállalat munkatársa volt Dunakeszin, Pusztavámon és Felcsúton, az utóbbi helyen telepvezető-helyettesként dolgozott.
1956-tól Orosházán dolgozott kertészként. 1957 januárjában és októberében két-két hétig vizsgálati fogságban volt Békéscsabán. 1960-ban az orosházi Béke Termelőszövetkezet tagja lett, majd 1963-ban Budakalászra költözött és nyugdíjazásáig a Fővárosi Kertészeti Vállalatnál dolgozott. 1964 és 1972 között a Hazafias Népfront Országos Tanácsának tagja volt.
Első felesége 1931-től Bánki Horváth Julianna volt, három gyermekük született. Második felesége 1977-től Dénes Ilona volt. 1981-ben hunyt el Budakalászon, a helyi temetőben nyugszik.